# Boudewijn (voornaam)

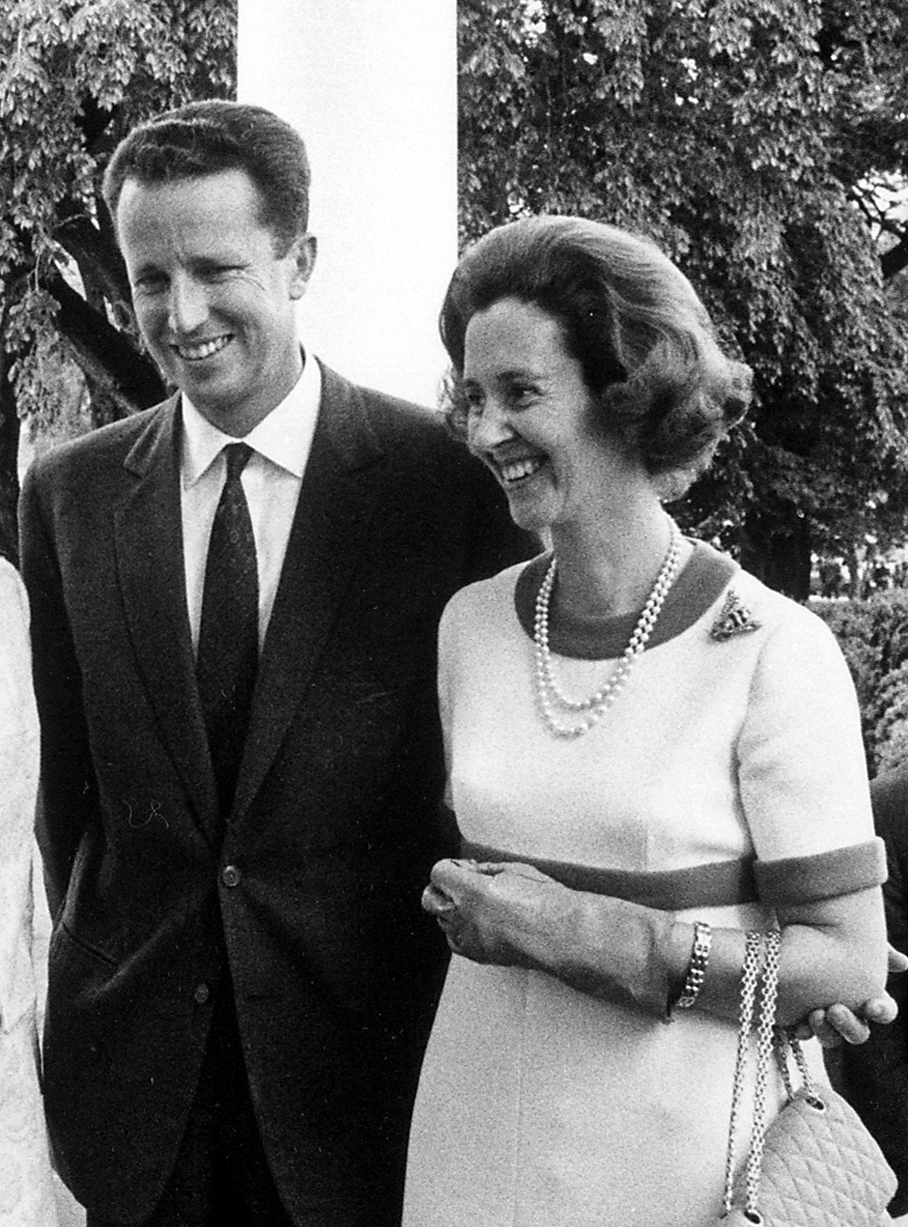
Koning Boudewijn I van België en zijn vrouw Fabiola.

Boudewijn is een voornaam die afkomstig is uit het Germaans en betekent stoutmoedige (boud) vriend (win). Andere vormen zijn Baldwin, Bauduin of Bouwe.

## Beroemde naamdragers

### Graven van Vlaanderen
- Boudewijn I met de IJzeren Arm (ca. 837/40-879)
- Boudewijn II de Kale ((863-918)
- Boudewijn III (940-962)
- Boudewijn IV met de Baard (980-1035)
- Boudewijn V van Rijsel (1013-1067), 'de Grote'
- Boudewijn VI van Hasnon (1030-1070)
- Boudewijn VII met de Bijl (1093-1119)
- Boudewijn VIII = Boudewijn de Moedige (ca. 1150-1195)
- Boudewijn IX = Boudewijn I van Constantinopel (1172-1205)

### Graven van Henegouwen
- Boudewijn I = Boudewijn VI van Vlaanderen
- Boudewijn II (ca. 1056-1098)
- Boudewijn III (?-1120)
- Boudewijn IV de Bouwer (ca. 1109-1171)
- Boudewijn V = Boudewijn de Moedige
- Boudewijn VI = Boudewijn I van Constantinopel

### Graven van Namen
- Boudewijn I = Boudewijn de Moedige
- Boudewijn II (1217-1273)

### Keizers van Constantinopel
- Boudewijn I (1172-1205)
- Boudewijn II = Boudewijn II van Namen

### Koningen van Jeruzalem
- Boudewijn I (ca. 1068-1118)
- Boudewijn II van Rethel (?-1131)
- Boudewijn III (1130-1162)
- Boudewijn IV de melaatse (1161-1185)
- Boudewijn V van Montferatto (1177-1186)

### Belgische koningshuis
- Boudewijn (1930-1993), Belgisch koning
- Prins Boudewijn (1869-1891), zoon van de graaf van Vlaanderen

### Heren van Aalst
- Boudewijn I van Gent (1046 -1082)
- Boudewijn II van Gent (1082-1097)
- Boudewijn III van Gent (1097-1127)

### Andere
- Boudewijn Büch (1948-2002), Nederlands dichter, schrijver en televisiepresentator
- Boudewijn de Groot (1944), Nederlands zanger
- Boudewijn Zenden (1976), Nederlands voetballer
- Boudewijn Pahlplatz (1971), Nederlands voetballer
- Boudewijn (proost), (voormalig) proost van het kapittel van de Sint-Donaaskerk in Brugge